# Nazionale femminile di pallamano degli Stati Uniti d'America
La nazionale di pallamano femminile degli Stati Uniti d'America è la rappresentativa nazionale degli Stati Uniti d'America nelle competizioni internazionali di pallamano femminile e la sua attività è gestita dalla federazione di pallamano degli Stati Uniti d'America.

## Competizioni principali

### Olimpiadi
- Los Angeles 1984: 5º posto
- Seul 1988: 7º posto
- Barcellona 1992: 6º posto
- Atlanta 1996: 8º posto

### Campionati mondiali
- 1975: 11º posto
- 1982: 11º posto
- 1986: 16º posto
- 1993: 12º posto
- 1995: 17º posto

### Giochi panamericani
- 1987: 1º posto
- 1995: 1º posto
- 1999: 4º posto
- 2003: 4º posto
- 2011: 8º posto